# Suicidal Tendencies (álbum)
Suicidal Tendencies es el álbum debut del grupo Suicidal Tendencies lanzado en 1983 por Frontier Records.

## Información del álbum
Institutionalized posiblemente sea la canción más popular de Suicidal Tendencies. La canción ha sido versionada por el grupo Senses Fail para el juego Tony Hawk's American Wasteland, también aparece en el juego Mat Hoffman's Pro BMX 2. También aparece en las películas Iron Man y The Brady Bunch Movie.
Subliminal fue utilizada en el videojuego Grand Theft Auto V en el repertorio de Channel X
La canción I Shot the Devil originalmente se llama I Shot Reagan (refiriéndose al Ronald Reagan) se rumorea que el FBI le dijo a Suicidal Tendencies que cambiara el nombre de la canción.
"Two Sided Politics" fue versionada por Bones Brigade en su álbum "Older Than Shit, Heavier Than Time".
"Memories of Tomorrow" fue versionada por  Slayer en su álbum  Undisputed Attitude pero solo en la versión japonesa.

## Lista de canciones
Todas las canciones escritas por Mike Muir excepto donde se especifica.

### Lado 1
| N.º | Título                                       | Escritor(es)          | Duración |  |
| 1.  | «Suicide's An Alternative / You'll Be Sorry» |                       | 2:44     |  |
| 2.  | «Two Sided Politics»                         | Muir, Louiche Mayorga | 1:03     |  |
| 3.  | «I Shot the Devil»                           |                       | 1:51     |  |
| 4.  | «Subliminal»                                 |                       | 3:08     |  |
| 5.  | «Won't Fall in Love Today»                   | Muir, Mayorga         | 0:59     |  |
| 6.  | «Institutionalized»                          | Muir, Mayorga         | 3:49     |  |

### Lado 2
| N.º | Título                 | Escritor(es)                    | Duración |  |
| 1.  | «Memories of Tomorrow» | Muir, Mayorga                   | 0:59     |  |
| 2.  | «Possessed»            |                                 | 2:07     |  |
| 3.  | «I Saw Your Mommy»     | Muir, Mayorga, Michael Dunnigan | 4:52     |  |
| 4.  | «Fascist Pig»          |                                 | 1:17     |  |
| 5.  | «I Want More»          |                                 | 2:28     |  |
| 6.  | «Suicidal Failure»     | Muir, M. Dunnigan               | 2:53     |  |

## Créditos
- Mike Muir – Voz
- Grant Estes – Guitarra
- Louiche Mayorga – Bajo
- Amery Smith – Batería

## Lanzamientos
Suicidal Tendencies ha sido lanzado en reiteradas ocasiones.
| Año  | País   | Formato    | Sello             | Notas                                            |
| ---- | ------ | ---------- | ----------------- | ------------------------------------------------ |
| 1983 | USA    | Casete     | Frontier FCX 1011 |                                                  |
| 1983 | USA    | Vinilo, LP | Frontier FLP 1011 |                                                  |
| 1987 | Europe | Vinllo, LP | Virgin V 2495     | Relanzado; 33RPM                                 |
| 1987 | Europe | [CD        | Virgin CDV 2495   | Relanzado                                        |
| 1990 | USA    | CD         | Frontier FCD 1011 | Relanzado                                        |
| 1997 | USA    | Vinilo, LP | Epitaph 80104-1   | Remasterealizado                                 |
| 1997 | USA    | CD         | Epitaph 80104-2   | Remasterealizado                                 |
| 2008 | USA    | Vinilo, LP | Frontier 31011-8  | Remasterealizado(Version Aniversario número 25)  |
| 2008 | USA    | CD         | Frontier 31011-9  | Remasterealizado (Versión Aniversario número 25) |

- Datos: Q2118639